# Kaori Inoue
Kaori Inoue (Toyooka, 21 ottobre 1982) è un'ex pallavolista giapponese.
Giocava nel ruolo di centrale.

## Carriera
La carriera di Kaori Inoue inizia a livello scolastico, giocando per la formazione del Liceo Hyogo. Inizia la carriera professionistica nella stagione 2001-02, quando debutta in V.League con le Denso Airybees: nei primi anni col club non ottiene alcun risultato di spicco, ad eccezione del terzo posto in campionato nella stagione 2004-05.
Dopo le buone prestazioni nel campionato 2006-07, che le valgono il premio di miglior muro e l'inserimento nel sestetto ideale della competizione, nel campionato seguente raggiunge la finale scudetto, entrando ancora nel sestetto ideale della competizione, per poi aggiudicarsi il Torneo Kurowashiki, ricevendo il premio di MVP del torneo; nel 2009 fa il suo esordio nella nazionale giapponese, aggiudicandosi la medaglia di bronzo prima al campionato asiatico e oceaniano 2009 e poi al campionato mondiale 2010.
Nel corso della stagione 2010-11 si aggiudica il secondo trofeo della sua carriera, trionfando in Coppa dell'Imperatrice; nel 2012 partecipa ai Giochi della XXX Olimpiade, vincendo la medaglia di bronzo e ritirandosi dalla nazionale dopo il torneo. Dopo la retrocessione del suo club nel campionato 2012-2013, nel campionato seguente ottiene una immediata promozione in massima serie, venendo anche premiata come MVP.
Al termine della stagione 2014-15 riceve un premio d'onore per aver raggiunto le 230 presenze in V.Premier League, per poi annunciare il proprio ritiro dall'attività agonistica.

## Palmarès

### Club
- Coppa dell'Imperatrice: 1

2010
- Torneo Kurowashiki: 1

2008

### Nazionale (competizioni minori)
- Piemonte Woman Cup 2010

### Premi individuali
- 2007 - V.Premier League giapponese: Miglior muro
- 2007 - V.Premier League giapponese: Sestetto ideale
- 2008 - V.Premier League giapponese: Sestetto ideale
- 2008 - Torneo Kurowashiki: MVP
- 2010 - V.Premier League giapponese: Miglior muro
- 2014 - V.Challenge League giapponese: MVP
- 2015 - V.Premier League giapponese: Premio d'onore